# Иддхи
Иддхи (пали iddhi, IAST: ṛddhi) — в буддизме этим термином обозначают сверхъестественные психические силы. Они представляют собой одну из шести сверхспособностей (абхиджна), обретаемых попутно при глубоком медитативном погружении (дхьяны).

### Этимология и перевод
Перевести одним словом на европейские языки этот термин невозможно, поскольку в Европе подобная концепция отсутствует. Основным значением этого слова является «могущество». IAST: ṛddhi происходит от ṛddi (процветать, расти, увеличиваться), которое часто встречается в буддийских текстах. В первоначальном смысле это слово означает процветание, достаток, успех, великолепие, высокое положение и т. д. Палийское слово пали iddhi происходит от глагола ijjhati, имеющего то же значение, но во времена Будды оно уже приобрело особый оттенок духовного достижения или, даже более того, духовной силы.
В ранней индийской йогической традиции этим термином стали обозначать успех в обретениях медитативных достижений, то есть, способности совершать действия, выходящие за грань обыденности. Подобное не считалось проявлением божественной природы совершающего чудеса человека, а, скорее, расширением естественной причинно-следственной связи, которое становилось возможным благодаря овладению медитативным сосредоточением (самадхи).

## Список способностей иддхи
В Оксфордском словаре мировых религий перечислены восемь иддхи:
1. способность копировать и создавать свои телесные образы;
2. невидимость;
3. прохождение сквозь твёрдые предметы;
4. погружение в твёрдую землю;
5. хождение по воде;
6. полет;
7. способность коснуться рукой солнца и луны;
8. подъём в мир бога Брахмы на высших небесах.

В Палийском каноне глава Иддхипада Саньютта СН 51 посвящена основам сверхъестественных сил. В Пубба сутте СН 51.11 перечислены следующие виды сверхъестественных сил:
1. Будучи одним, он [монах] становится многими; будучи многим, он становится одним.
2. Он появляется. Он исчезает.
3. Он беспрепятственно проходит сквозь стены, бастионы, горы, как если бы шёл сквозь пустое пространство.
4. Он ныряет и выныривает из земли, как если бы она была водой.
5. Он ходит по воде и не тонет, как если бы вода была сушей.
6. Сидя со скрещенными ногами, он летит по воздуху, как крылатая птица.
7. Своей рукой он касается и ударяет даже солнце и луну, настолько он силён и могущественен.
8. Он так влияет на тело, что достигает даже миров Брахмы.
9. Он слышит за счёт божественного уха.
10. Он знает умы других существ, других личностей, направив на них свой собственный ум.
11. Он вспоминает многочисленные прошлые обители: одну жизнь, две жизни и т. д.
12. Он видит за счёт божественного глаза,  смерть и перерождение существ, различает их в соответствии с их каммой.

В Патисамбхидамагге, двенадцатой книге Кхуддака-никаи, перечеслены 10 видов иддхи:
1. Иддхи решимости (пали adhiṭṭhāna) — способность копировать себя[10]. Сила, связанная с решимостью; когда, например, человек решает: «Пусть будет сто или тысяча моих изображений», и чудесным образом появляются точное количество копий. Это способность проецировать свои образы, не исчезая при этом. Копии могут сохранять позу оригинала, так и принимать другое положение[11].
2. Иддхи трансформации (пали vikubbana) — способность принимать другую форму[10]. Сила, связанная с преобразованием себя в форму нага или гарулы, пали vi означает разный, а пали kubbana — делание[11].
3. Иддхи сотворения из ума (пали manomaya) —  способность создавать миниатюрный образ самого себя внутри собственного тела. Это не проекция образов, как в случае с адхиттхана-иддхи, и не трансформация чьей-либо формы, как в случае с викуббана-иддхи[11].
4. Иддхи проникающего знания (пали nāṇavipphāra) — сила врожденной проницательности, позволяющая избегать опасности[10]. Способность совершать чудеса, обусловленная влиянием глубинной надмирной мудрости. Ею обладал, например, досточтимый Бакула[11][12].
5. Иддхи проникающей концентрации (пали samādhivipphāra) — производит тот же результат[10]. Чудесные явления, обусловленные влиянием самадхи, которые происходят непосредственно перед входом, в момент или сразу после входа в дхьяну. Об этой силе в Висуддхимагге есть несколько рассказов, начиная с истории о Шарипутре. Однажды преподобный Шарипутра гостил у преподобного Маудгальяяны в ущелье Капота. Он обрил голову и в лунную ночь вошёл в дхьяну под открытым небом. Мимо проходил яккха. Увидев сияющую бритую голову монаха, он не удержался и со всей силы стукнул по ней. Удар был так силён, что его звук был подобен грому. Но Шарипутра не почувствовал боли, так как его тело наполняла сила самадхи (Джуньха сутта Уд 4.4) [11].
6. Иддхи ариев (пали ariya) —  способность ариев (благородных существ) по желанию созерцать отвратительные объекты как не отвратительные или наоборот. Такая способность Сила Благородных[11]. Канонический Комментарий поясняет это так: «Эта практика называется «сверхспособностью благородных» (арья-иддхи). 1) Чтобы пребывать в восприятии «не-отвратительного в отвратительном», практикующий наполняет отвратительное существо доброжелательностью (меттой), или смотрит на отвратительный объект (одушевлённый или неодушевлённый) просто как на набор безличностных элементов. 2) Чтобы пребывать в восприятии «отвратительного в не-отвратительном», практикующий наполняет чувственно привлекательного человека идеей непривлекательности тела, или же смотрит на привлекательный объект (одушевлённый или неодушевлённый) как на непостоянный. 3) 4) Эти методы задействуют применение первого и второго в отношении и отвратительных и не-отвратительных объектов, не делая различий между ними. 5) Пятый метод предполагает избегание радости и печали как реакции на шесть объектов чувств, что позволяет практикующему находиться в состоянии невозмутимости, осознанным и бдительным»[13].
7. Иддхи как результат прошлой каммы (пали kammavipākaja). Например, птицы умеют летать, для этого им не нужно в этой жизни прилагать никаких особых усилий. Это результат того, что они делали в прошлых жизнях. Способностью перемещаться в пространстве обладают также дэвы, брахманы, первые обитатели мира и асуры Винипатики[11];
8. Иддхи дойстойного похвалы (пали puññavanta). Чакравартины (вселенские монархи) и им подобные благодаря накопленным заслугам способны перемещаться в пространстве чудесным образом и эта способность  А те, кто сопровождает Вселенского монарха благодаря связи с монархом, который является реальным обладателем заслуг. Богатства и предметы роскоши, принадлежавшие таким известным в традиции тхеравады богатым людям, как Джотика[14], Джатила[14], Мендака[14] и другие, также являются пунньяванта иддхи[11];
9. Иддхи обладающих знанием магии (пали vijjāmaya) — путешествия по воздуху и подобные чудеса виддьядхаров (носителей магического знания). Сила, приобретенная с помощью искусства заклинаний, снадобий и т. д[11].
10. Иддхи, обретаемая благодаря различным достижениям (пали sammāpayoga). Все достижения, полученные в результате изучения искусств и ремёсел, трёх Вед, трёх Питак или (что ещё более важно) сельскохозяйственной деятельности, такой как пахота, сев и т. д., — всё это саммапайога-иддхи. Высшей формой является путь и плоды, которые достигаются в результате правильных усилий[11].

### Основы сверхъестественных сил
Основные методы овладевания иддхи называются основами сверхъестесвенных сил. Выражение иддхипада распространяется как на мирские, так и на надмирские состояния. В Палийском каноне перечислены следующие четыре основы сверхъестественных сил:
- основа сверхъестественной силы, которая наделена сосредоточением из-за желания и формирователей старания;
- основа сверхъестественной силы, которая наделена сосредоточением из-за усердия и формирователей старания;
- основа сверхъестественной силы, которая наделена сосредоточением из-за ума и формирователей старания;
- основа сверхъестественной силы, которая наделена сосредоточением из-за исследования и формирователей старания.

### Будда и иддхи
В буддизме обретение иддхи не является обязательным условием окончательного просветления. Тем не менее, считается, что после просветления Будда обладал несколькими сверхспособностями, которые можно обрести с помощью медитации. К ним относится способность ходить по воде, проникать сквозь стены, становиться невидимым, левитировать и создавать копии самого себя. Будда обсуждает эти способности в нескольких суттах, например, в Саманняпхала сутте (ДН 2), Кеватта сутте (ДН 11), Лохичча сутта (ДН 12) и Махасакулудайи сутте (МН 77)
. Тем не менее, Будда считал большинство этих сил как совершенно приземлёнными и только силу искоренения ментальных омрачений (асаваккхайа, пали āsavakkhaya), которую обретают арханты, называл сверхмирской, позволяющей прекратить страдания. В Кеватта сутте (ДН 11) Будда говорит, что перечисленные чудеса (левитация, невидимость, хождение по воде и т.д. ) сходны с гандхарскими чудесами, а чудо чтения мыслей — с знанием «маника». Скептически настроенный человек может спутать их, приняв за магические чары или дешёвые фокусы, и поэтому Будда «усматривает в них зло, опасается, избегает и даже стыдится».
Хотя, согласно Палийскому канону, Будда иногда демонстрировал свои сверхспособности, он считал, что они могут спровоцировать самовозвеличивание. Есть рассказ о его встрече с аскетом, который с гордостью ходил по воде (упоминается, что Будда также обладал этой способностью), Будда упрекнул аскета, сказав, что его деяние стоит немногим более нескольких монет, которые платят паромщику за переправу через реку. В Винае установлено правило, запрещающее монахам демонстрировать сверхспособности перед мирянами.